# Кьяваччи, Винсент
Винсент Кьяваччи (нем. Vinzenz Chiavacci; 15 июня 1847, Вена, Австрийская империя — 2 февраля 1916, Вена, Австро-Венгрия) — австрийский писатель

, журналист, редактор, фельетонист.

## Биография
Работал железнодорожным чиновником. С 1887 года посвятил себя исключительно литературному творчеству, был сотрудником газеты Neues Wiener Tagblatt, редактором Oesterreichische Volks-Zeitung , с 1896 года – редактировал Wiener Bilder , иллюстрированный еженедельник. 
Прославился своими фельетонами в различных газетах, опубликовал ряд юмористических очерки и роман О венской жизни и быте, а также сценические пьесы. Создал типажи венцев, ставшие нарицательными.

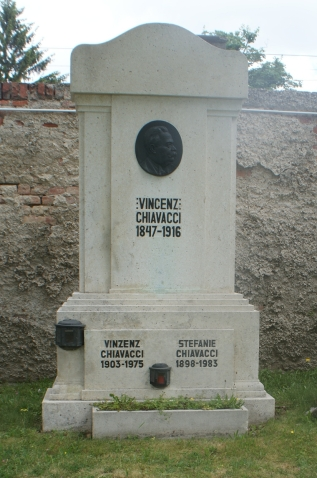
Могила В. Кьяваччи на Центральном кладбище Вены

Наряду с Эдуардом Пецлем и Фридрихом Шлеглем
был одним из ведущих венских сатириков и юмористов.

## Избранные произведения
- Из маленькой жизни большого города. Венские жанровые картинки, юморески, 1886
- Одна из старых школ, народная пьеса, 1886 (в соавт.)
- В нашем доме , Юмореска, Вена, 1888
- Там, где стоят старые дома, юморески, 1890
- Маленькие граждане Большой Вены, юморески, 1892
- Последний крейсер , 1893
- Венские типы , Юморески, 1893
- Конец света. Фантазия,1897
- Люди Вены — вчера и сегодня , 1901
- Странные путешествия лорда Адабеи , 1908
- Из маленьких окон . Серьезные и веселые зарисовки из венского народного быта, Вена, 1914
- Из тихого времени, венский роман, 1914.